# Matthias von Liegnitz
Matthias von Liegnitz (auch Mathias von Liegnitz; Matthäus von Liegnitz; tschechisch Matěj z Lehnice; lateinisch Matthias de Legnicz; * um 1350 in Liegnitz; † um 1413) war 1389/90 Dekan an der Artistenfakultät und ab 1397 Magister für Theologie an der Prager Karlsuniversität. Von seinen Schriften haben sich eine Predigtsammlung über die Sonntagsepisteln und eine Leichenpredigt erhalten.

## Leben
Matthias, der nach seinem Herkunftsnamen aus Liegnitz stammte, studierte ab etwa 1371 an der Artistenfakultät der Prager Karlsuniversität. Wie sein Landsmann Nikolaus Magni von Jauer war er Schüler des aus Krakau stammenden, deutschen Theologen Matthäus von Krakau. 1374 erwarb er den akademischen Grad eines Baccalaureus. 1379 wurde er Magister der Freien Künste und im selben Jahr begann er mit Vorlesungen an der Artistenfakultät. Während seiner Amtszeit als Dekan dieser Fakultät im Wintersemester 1389/1390 setzte er sich für die Revision der Statuten ein. Es ist nicht bekannt, wann er mit dem Studium der Theologie begann, das damals zwölf Jahre dauerte. Im Dekanatsbuch der Artistenfakultät wird er zwar noch für das Jahr 1397 geführt, im selben Jahr wird er im August jedoch bereits als „Licentiatus in theologia“ bezeichnet, so dass er vermutlich ab diesem Zeitpunkt als Magister der Theologie Vorlesungen hielt. 1397 wird er als „sacrae theologiae professor“ erwähnt. Nach Bohuslav Balbin war er Mitglied des Collegium Carolinum.
Neben seinen theologischen Vorlesungen widmete sich Matthias, der Mitglied der Predigerschule war, dem Predigeramt, das zum Ausbildungsplan des Theologiestudiums gehörte. Seine Predigten über die Sonntagsepisteln hielt er in deutscher Sprache. Für die Scholaren gab er sie später unter dem Titel „Postilla super epistolas dominicales“ in lateinischer Sprache heraus. Diese Predigtsammlung hat sich in mehreren Handschriften erhalten.
Anlässlich der Beisetzung des Prager Erzbischofs Johann von Jenstein hielt Matthias von Liegnitz in Anwesenheit des Erzbischofs Olbram von Škvorec eine Leichenpredigt. Sie ist mit Anspielungen auf Begebenheiten aus Jensteins Leben durchsetzt. Die Handschrift der Leichenpredigt soll unter dem Titel „Sermo magistri Mathie de Legnicz factus coram archiepiscopo Pragensi in exequiis“ in der Krakauer Jagiellonen-Bibliothek erhalten sein.

## Werke
- Postilla super epistolas dominicales, Digitalisat (MS-B-198)
- Sermo magistri Mathie de Legnicz factus coram archiepiscopo Pragensi in exequiis